# هاینووله

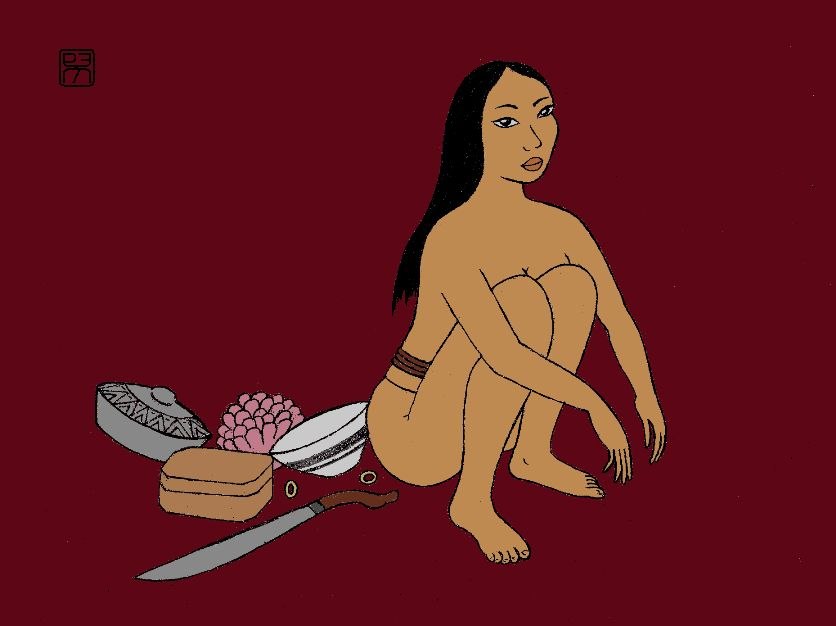
هاینووله در حال دفع اشیاء با ارزش.

هاینووِله (به انگلیسی: Hainuwele) به معنی دختر نارگیل یا برگ ساقهٔ نارگیل، یکی از چهره‌های فولکلور مردمان ویمیل و آلون از جزیرهٔ سِرام واقع در جزایر ملوک، اندونزی است. افسانه هاینووله توسط نژادشناس آلمانی «آدولف ای. جنسن»، در طی سفر و اکتشاف لئون فربنیوس به جزایر ملوک ثبت شد.

## افسانه
در زمان‌های گذشته، مردی به نام آمتا، که یکی از نه خانوادهٔ اصیل در غرب سرام به شمار می‌رفت، از خوشه‌های موز زاده شد. او در حین شکار به گرازی وحشی برخورد که دنبالش کرده بود. گراز که سعی در فرار داشت به دریاچه افتاد و غرق شد. آمتا بر روی دندان نیش گراز نارگیلی یافت. او قبلاً نارگیل ندیده بود، و آن شب تخم نارگیل را در خانه‌اش گذاشت و آن را در پارچه‌ای که نقش مار بر آن بود پیچید. در طول شب، صدایی شنید که می‌گفت تخم نارگیل را بکارد. این کار را کرد و بعد از سه روز تخم به درخت نارگیل بدل شد، و با گذشت سه روز دیگر شکوفه داد. آمتا برای چیدن گل‌ها و ساختن نوشیدنی از آن‌ها از درخت بالا رفت، اما در حین چیدن انگشتش را برید و قطره‌های خونش بر روی شکوفه ریخت. پس از گذشت نه روز، دختر بچه‌ای از درخت برآمد. آمتا دختر بچه را برداشت و در سارونگ خود (یا برگ نارگیل) پیچید. پس از سه روز، این بچه به دختر جوان و زیبایی تبدیل شد، و آمتا او را هاینووِله به معنی «شاخه یا برگ ساقهٔ نارگیل» نامید.
هاینووله صاحب هدیه‌ای عجیب و فوق‌العاده بود: او وقتی شکم را تخلیه می‌کرد، جواهر عجیب و اشیای با ارزش از خود دفع می‌نمود. در طی جشن بزرگ رقص مارو، هاینووله آنقدر سخاوتمند بود که در میان جایگاه رقصنده‌ها می‌ایستاد و به رقصنده‌های اعضای نه خانواده هدایایی چون مرجان، چاقو، گوشواره، ظروف چینی و طلا می‌بخشید. دریافت‌کنندگان خوشبخت این پیشکش‌ها، هم از او سپاس‌گزار بودند و هم بدو رشک می‌ورزیدند. در روز نهم، مردان استعدادهای او را به جادوگری و امر غریب نسبت دادند و تصمیم گرفتند او را بکشند. آن‌ها چاله‌ای عمیق در وسط مکان رقص حفر کردند و دور او حلقه زدند و شروع کردند به رقصیدن و او را به سمت چالهٔ عمیقی که در وسط دایره بود می‌کشاندند. هاینووله به درون چاله افتاد، بر سرش خاک ریختند و چاله را پر کردند و به رقصیدن بر گورگاهش ادامه دادند. صبح روز بعد، آمتا متوجه شد هاینووله به خانه بازنگشته است و به او الهام شد که هاینووله به قتل رسیده است. وقتی آمتا از مرگ هاینووله باخبر شد، قوم را نفرین کرد، گورگاه او را کند و جسدش را تکه‌تکه کرد و پاره‌ها را (به غیر از دست‌ها) در اطراف زمین رقص دفن نمود.
از اندام‌های دفن شده او، گیاهان و چیزهای عجیبی مثل تجه و خوراکی‌های ناشناختهٔ دیگر پدید آمد که اساس جیرهٔ غذایی قوم را فراهم کرد. اما آمتا دست‌های بریدهٔ هاینووله را نزد ایزدبانوی دیگری با نام ساتنه برد. این ایزدبانو مادر، از رفتار خشونت‌بار قوم به خشم آمد و آن‌ها را برای همیشه ترک کرد. ساتنه یک شکل مارپیچ با نه خط بر روی زمین رقص رسم کرد و خود نیز در مرکز آن قرار گرفت. او از دست‌های هاینووله دروازه‌ای درست کرد و به مردم دستور داد که به دنبال او از دروازه بگذرند تا آیندهٔ خود را رقم زنند و به شکل انسان باقی بمانند. آنهایی که توانستند از دروازه بگذرند، تنها او را دوباره در جهان پس از مرگ خواهند دید و او به طور کامل از سطح زمین محو خواهد شد. بعضی نتوانستند از دروازه عبور کنند و به حیوان (خوک، پرنده و ماهی) یا اشباح بدل شدند. بعضی از یک سوی دروازه و بقیه از دیگر سوی آن گذشتند و نیاکان دو قبیله‌ای شدند که امروز در سرام غربی زندگی می‌کنند.